# Meranoplus astericus
Meranoplus astericus é uma espécie de formiga do gênero Meranoplus, pertencente à subfamília Myrmicinae.